# Uxbridge FC
Uxbridge FC (celým názvem: Uxbridge Football Club) je anglický fotbalový klub, který sídlí v severozápadním Londýně – obvod Hillingdon. Založen byl v roce 1871. Od sezóny 2018/19 hraje v Isthmian League South Central Division (osmá nejvyšší soutěž v Anglii). Klubové barvy jsou červená a bílá.
Své domácí zápasy odehrává na stadionu Honeycroft s kapacitou 3 770 diváků.

## Získané trofeje
- Middlesex Senior Cup ( 4× )
  - 1893/94, 1895/96, 1950/51, 2000/01

## Úspěchy v domácích pohárech
Zdroj: 
- FA Cup
  - 2. kolo: 1873/74
- FA Amateur Cup
  - Finále: 1897/98
- FA Trophy
  - 2. kolo: 1998/99, 1999/00, 2000/01, 2008/09, 2010/11
- FA Vase
  - 4. kolo: 1983/84

## Umístění v jednotlivých sezonách
Stručný přehled
Zdroj: 
- 1894–1898: Southern Football League (Division Two)
- 1898–1899: Southern Football League (Division Two London)
- 1946–1963: Corinthian League
- 1963–1967: Athenian League (Division One)
- 1967–1977: Athenian League (Division Two)
- 1977–1982: Athenian League
- 1982–1984: Isthmian League (Second Division)
- 1984–1985: Isthmian League (Second Division South)
- 1985–2002: Isthmian League (First Division)
- 2002–2004: Isthmian League (Division One North)
- 2004–2006: Southern Football League (Eastern Division)
- 2006–2010: Southern Football League (Division One South & West)
- 2010–2017: Southern Football League (Division One Central)
- 2017–2018: Southern Football League (Division One East)
- 2018– : Isthmian League (South Central Division)

Jednotlivé ročníky
Zdroj: 
Legenda: Z - zápasy, V - výhry, R - remízy, P - porážky, VG - vstřelené góly, OG - obdržené góly, +/- - rozdíl skóre, B - body, červené podbarvení - sestup, zelené podbarvení - postup, fialové podbarvení - reorganizace, změna skupiny či soutěže
| Sezóny  | Liga                                                 | Úroveň | Z  | V  | R  | P  | VG | OG | +/- | B  | Pozice |
| ------- | ---------------------------------------------------- | ------ | -- | -- | -- | -- | -- | -- | --- | -- | ------ |
| 2009/10 | Southern Football League (Division One South & West) | 8      | 42 | 14 | 6  | 22 | 70 | 85 | -15 | 48 | 15.    |
| 2010/11 | Southern Football League (Division One Central)      | 8      | 42 | 14 | 8  | 20 | 76 | 87 | -11 | 50 | 13.    |
| 2011/12 | Southern Football League (Division One Central)      | 8      | 42 | 22 | 8  | 12 | 79 | 59 | +20 | 74 | 4.     |
| 2012/13 | Southern Football League (Division One Central)      | 8      | 42 | 19 | 4  | 19 | 78 | 85 | -7  | 61 | 11.    |
| 2013/14 | Southern Football League (Division One Central)      | 8      | 42 | 18 | 7  | 17 | 84 | 70 | +14 | 61 | 10.    |
| 2014/15 | Southern Football League (Division One Central)      | 8      | 42 | 15 | 10 | 17 | 71 | 69 | +2  | 35 | 12.    |
| 2015/16 | Southern Football League (Division One Central)      | 8      | 42 | 13 | 9  | 20 | 59 | 71 | -12 | 48 | 15.    |
| 2016/17 | Southern Football League (Division One Central)      | 8      | 42 | 13 | 8  | 21 | 67 | 80 | -13 | 47 | 17.    |
| 2017/18 | Southern Football League (Division One East)         | 8      | 42 | 14 | 7  | 21 | 58 | 87 | -29 | 49 | 15.    |
| 2018/19 | Isthmian League (South Central Division)             | 8      | 38 |    |    |    |    |    |     |    |        |